# Dicranodontium uncinatum
Dicranodontium uncinatum là một loài Rêu trong họ Dicranaceae. Loài này được (Harv.) A. Jaeger mô tả khoa học đầu tiên năm 1880.